# Anisopappinae
Anisopappinae es una subtribu perteneciente a la subfamilia Asteroideae de la familia Asteraceae. Comprende diversos géneros.

## Descripción
Son plantas anuales o perennes con un hábitat normalmente herbáceo. Las hojas a lo largo del tallo están dispuestas de una manera alterna. Son pecioladas (con un pecíolo evidente) o sub- sésiles. El contorno de la lámina es de lineal a oval; mientras que la forma puede ser o bien de tipo entero que pennatífida. Los bordes pueden ser débilmente lobulados o dentados. Las inflorescencias se componen de cabezas de  flores que se agrupan en panículas terminales (inflorescencia paniculadas).  Los involucros tienen forma de campana para hemisférica. El receptáculo es convexo, rara vez cónico, y por lo general lanoso para proteger la base de las flores. Las flores liguladas son femeninas, a veces con androceo . Las corolas son todas de color amarillo. En algunos casos las flores periféricas son zigomorfas con corolas  penta-o tetrámeras. Las flores del disco son hermafroditas, funcional masculina rara vez. Las flores constan de 5 lóbulos y son de color amarillo-oro. Los estambres son 5. Los frutos son aquenios sub-cónicos y estrechamente obovados, con nervios longitudinales. El vilano está formada por pequeñas escamas fusionadas en la base formando una especie de copa, o está ausente.

## Distribución y hábitat
Los hábitats típicos de las plantas de esta sub-tribu es la de los trópicos. Las especies de este grupo se distribuyen en casi toda África tropical. Una especie ( Anisopappus chinensis Hooker y Arnott [2] ) se encuentra en China. Hooker e Arnott

## Géneros
La subtribu comprende 3 géneros y alrededor de 22 especies.

| Géneros                         | N. de especies                                                  | Distribución                    |
| ------------------------------- | --------------------------------------------------------------- | ------------------------------- |
| Anisopappus Hook. & Arn.        | circa 20 spp.                                                   | África tropical y China (1 sp.) |
| Cardosoa S. Ortiz & Paiva, 2010 | 1 sp. Cardosoa athanasioides (Paiva & S.Ortiz) S. Ortiz & Paiva | Angola                          |
| Welwitschiella O.Hoffm., 1894   | 1 sp. Welwitschiella neriifolia O.Hoffm.                        | África tropical                 |